# Manilkara dardanoi
Manilkara dardanoi är en tvåhjärtbladig växtart som beskrevs av Adolpho Ducke. Manilkara dardanoi ingår i släktet Manilkara och familjen Sapotaceae. IUCN kategoriserar arten globalt som starkt hotad. Inga underarter finns listade i Catalogue of Life.